# Corallorhiza
Corallorhiza Gagnebin, 1775 è un genere di piante angiosperme monocotiledoni appartenenti alla famiglia delle Orchidacee, dall'aspetto di piccole erbacee perenni dalla tipica infiorescenza racemosa.

## Etimologia
Il nome di questo genere (Corallorhiza) deriva da due parole greche: “korallion” (=corallo) e ” rhiza” (=radici) e fa riferimento alle radici rizomatose simili appunto ad un corallo.
Questo genere venne creato nel 1748 dal botanico A. von Haller (1705 – 1777) in una nota della ”Flora della Svizzera”. Nome ripreso e confermato definitivamente da Abraham Gagnebin (1707-1800) in Acta Helvetica del 1755.

## Descrizione
I dati morfologici si riferiscono soprattutto alle specie europee e in particolare a quelle spontanee italiane.
Sono piante non molto alte. La forma biologica prevalente è geofita rizomatosa (G rhiz), ossia sono piante perenni dotate di rizoma, un fusto sotterraneo dal quale, ogni anno, si dipartono radici e fusti aerei.  Sono orchidee terrestri in quanto contrariamente ad altre specie, non sono “epifita”, ossia non vivono a spese di altri vegetali di maggiori proporzioni.

### Radici
Le radici sono secondarie da rizoma oppure sono assenti (piante provviste nel sottosuolo di solo rizoma). Queste piante vivono in simbiosi con altri organismi per cui le radici sono ricche di ife fungine (le stesse che servono a far germogliare i semi – vedi “Riproduzione”). Questo particolare tipo di micorriza endotrofica si chiama “micotrofia”.

### Fusto
- Parte ipogea: la parte sotterranea del fusto consiste in un rizoma carnoso con tubercoli dall'aspetto nodoso-ramoso simile a dei coralli.
- Parte epigea: la parte aerea del fusto è afilla, semplice, glabra ed eretta. È di colore bruno-rossiccio (in genere è povera di pigmento fotosintetico – clorofilla,  ossia non è verde).

### Foglie
Le foglie sono assenti e sono sostituite da alcune guaine squamose di colore bruno-rossastro. Queste piante non avendo foglie verdi sono saprofite (non sono quindi capaci di produrre sostanze organiche tramite la fotosintesi clorofilliana).

### Infiorescenza
L'infiorescenza è una spiga semplice con pochi (2 fiori - infiorescenza lassa) o tanti fiori (40 fiori - infiorescenza densa). I fiori sono in media piccoli e disposti lateralmente; sono distanziati e penduli su bevi peduncoli. Sono inoltre posti alle ascelle di brattee generalmente molto brevi e di tipo squamiforme e membranose. I fiori sono resupinati, ruotati sottosopra tramite torsione dell'ovario; in questo caso il labello è volto in basso.

### Fiori
I fiori sono ermafroditi ed irregolarmente zigomorfi, pentaciclici (perigonio a 2 verticilli di tepali, 2 verticilli di stami (di cui uno solo fertile – essendo l'altro atrofizzato), 1 verticillo dello stilo).
- Formula fiorale: per queste piante viene indicata la seguente formula fiorale:

P 3+3, [A 1, G (3)]
- Perigonio: il perigonio è composto da 2 verticilli con 3 tepali (o segmenti) ciascuno (3 interni e 3 esterni). I tepali esterni sono da oblunghi a lanceolati con apice acuto e insieme a quelli interni formano una specie di cappuccio sciolto a protezione degli organi riproduttori (il ginostemio). Dei tre tepali interni quello mediano (chiamato labello) è diverso dagli altri, mentre gli altri due sono più o meno simili a quelli esterni. I tepali hanno una venatura centrale. Il colore di quest'organo (perigonio) è molto vario, comunque va dal verdastro al bruno con sfumature violacee.
- Labello: il labello (pendente) è privo di sperone ed è semplice, ossia non è formato da due parti distinte; è leggermente aderente alla base della colonna (ginostemio).  La parte centrale può essere colorata di vari colori con sfumature e decorazioni anche molto vistose. In genere ha una forma oblunga con la parte apicale appena triloba, o biloba oppure intera e smarginata. Inoltre possono essere presenti due lobi laterali (quasi dei denti), eretti, di piccole dimensioni. I colori base del labello possono essere giallo, rosso o bianco con superficie maculata oppure no (in genere sono piante prive di antocianine – colori blu).
- Ginostemio:  lo stame con le rispettive antere (in realtà si tratta di una sola antera fertile biloculare – a due logge) è concresciuto con lo stilo e forma una specie di organo colonnare chiamato "ginostemio"[6]. In queste piante quest'organo colonnare è ricurvo verso l'avanti. Il polline ha una consistenza gelatinosa; si trova nelle due logge dell'antera, queste sono fornite di ghiandole vischiose (chiamate retinacoli). I pollinii che sono in tutto quattro sono inseriti sui retinacoli tramite delle caudicole e sono racchiusi in una borsicola rostellare (a forma di coppa triangolare). Lo stigma è posto trasversalmente. L'ovario, fusiforme, in posizione infera è formato da tre carpelli fusi insieme[7].

### Frutti
Il frutto è una capsula a forma ellissoide.  La superficie è solcata da tre coste. Al suo interno sono contenuti numerosi minutissimi semi cilindrico-fusiforme. Questi semi sono privi di endosperma e gli embrioni contenuti in essi sono poco differenziati in quanto formati da poche cellule. Queste piante vivono in stretta simbiosi con micorrize endotrofiche, questo significa che i semi possono svilupparsi solamente dopo essere infettati dalle spore di funghi micorrizici (infestazione di ife fungine). Questo meccanismo è necessario in quanto i semi da soli hanno poche sostanze di riserva per una germinazione in proprio. Si conoscono vari tipi di funghi associati alle varie specie del genere.

## Biologia
La riproduzione di queste piante può avvenire in tre modi: 
- per via sessuata grazie all'impollinazione degli insetti pronubi (imenotteri, ditteri e coleotteri).
- per autogamia
- per via vegetativa in quanto il rizoma può emettere gemme avventizie capaci di generare nuovi individui.

## Distribuzione e habitat
Questo genere è cosmopolita essendo diffuso in Europa, America del nord (dall'Alaska fino al Messico), America centrale e Asia.
L'habitat tipico per queste piante sono le zone ricche di humus e quindi i boschi densi; in Europa queste piante frequentano le zone a pinete, gineprai, peccete e faggete.

## Tassonomia
Il genere comprende le seguenti specie:
- Corallorhiza bentleyi Freudenst., 1999
- Corallorhiza bulbosa A.Rich. & Galeotti, 1845
- Corallorhiza ekmanii Mansf., 1929
- Corallorhiza macrantha Schltr., 1918
- Corallorhiza maculata Raf., 1817
- Corallorhiza mertensiana Bong., 1833
- Corallorhiza odontorhiza (Willd.) Nutt., 1818
- Corallorhiza striata Lindl., 1840
- Corallorhiza trifida Châtel., 1760
- Corallorhiza williamsii Correll, 1941
- Corallorhiza wisteriana Conrad, 1829

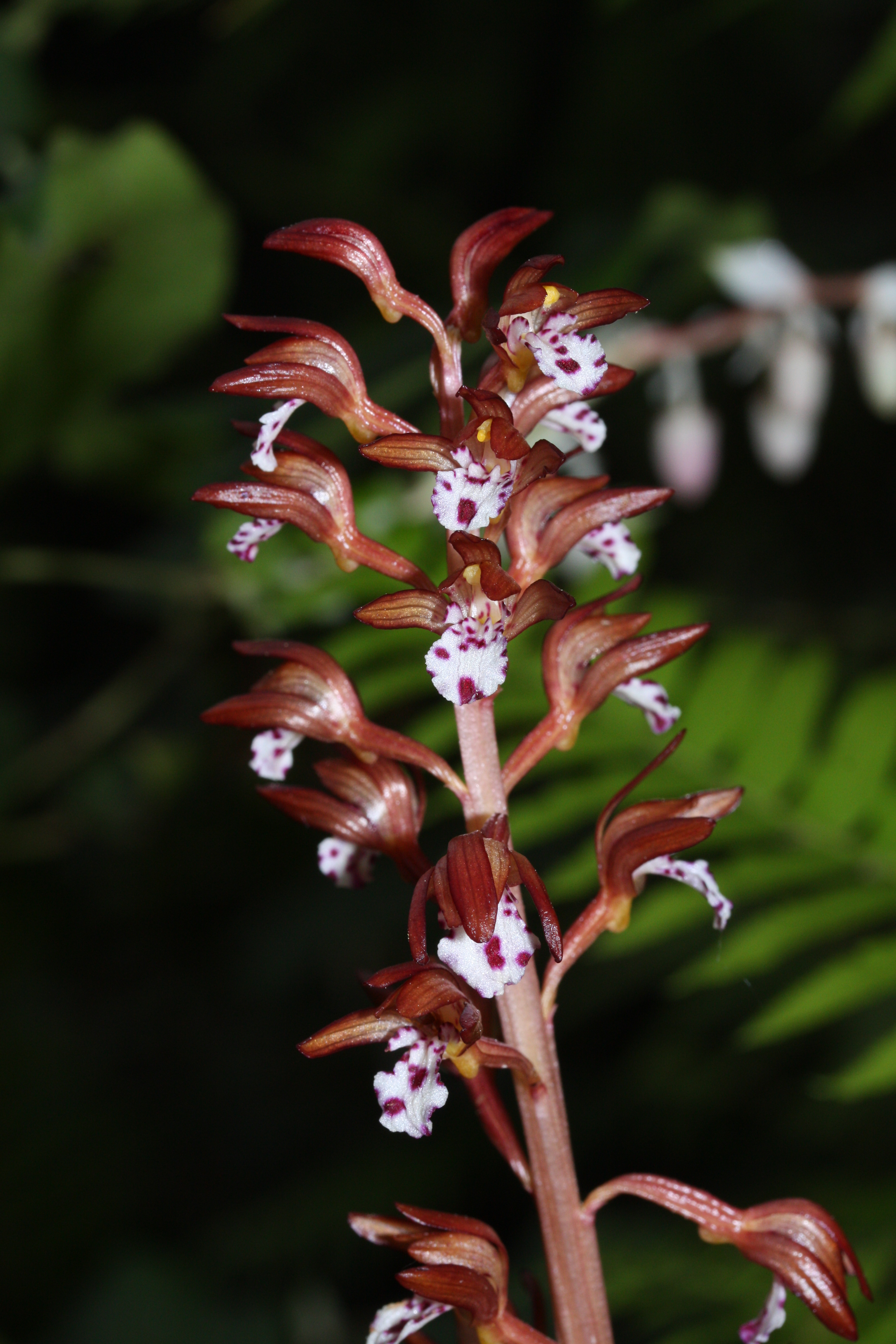
Corallorhiza maculata
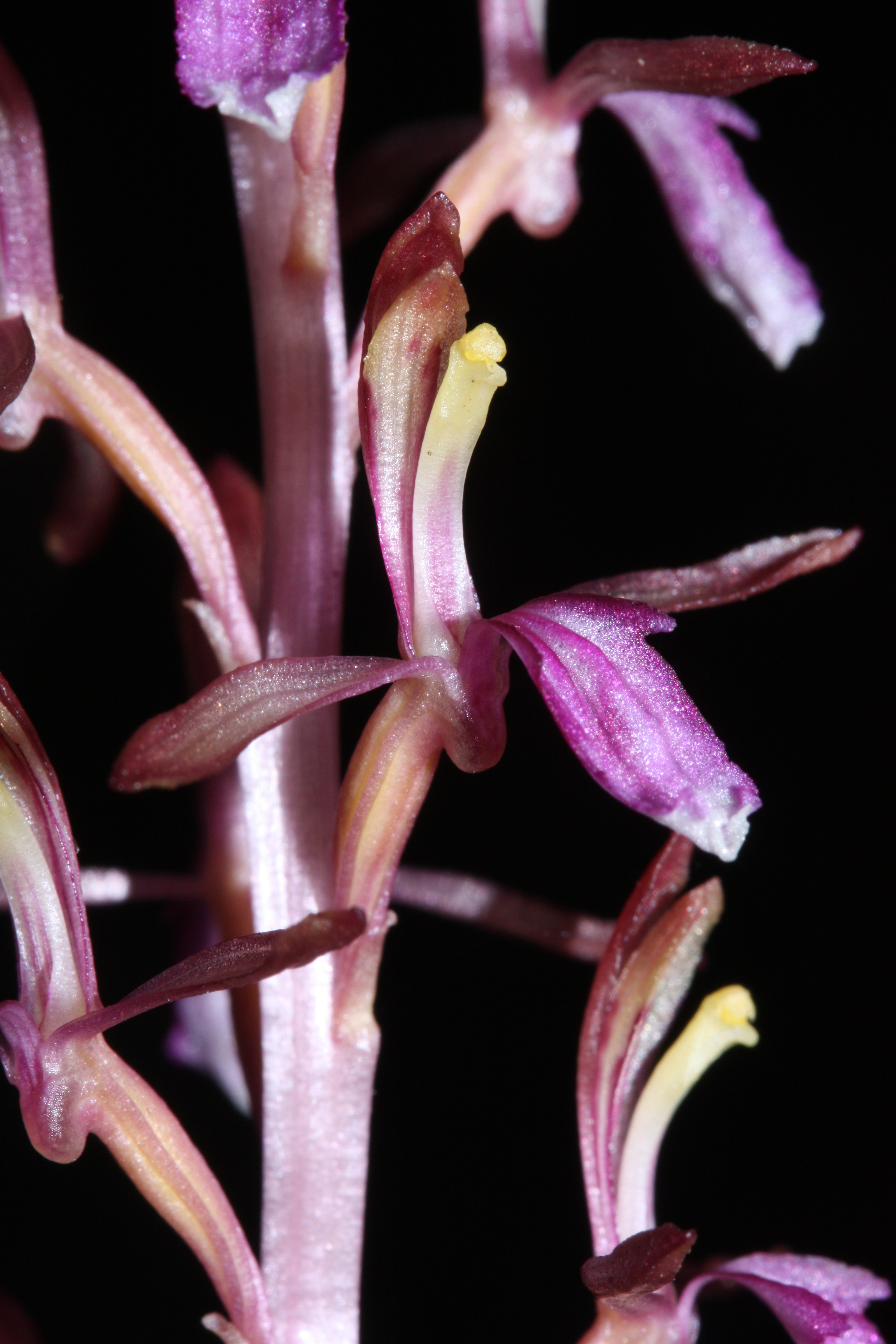
Corallorhiza mertensiana
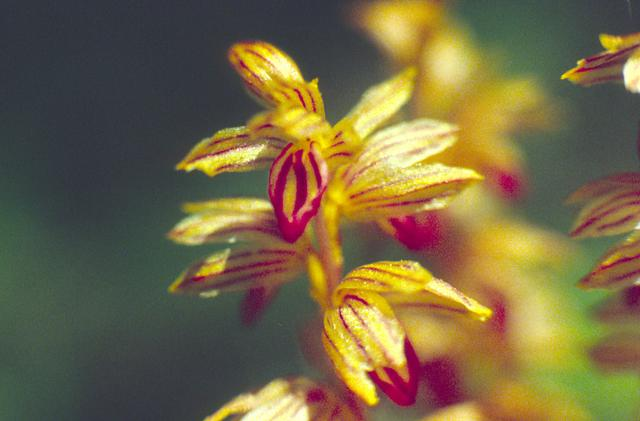
Corallorhiza striata
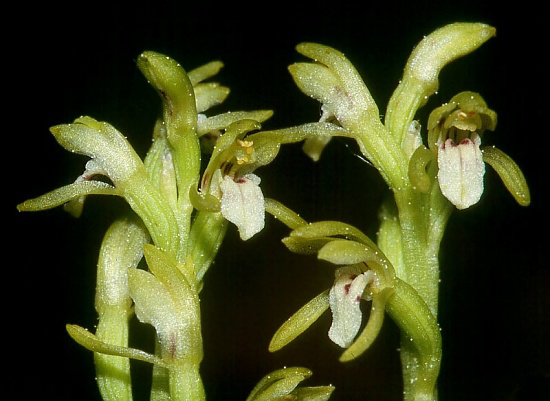
Corallorhiza trifida
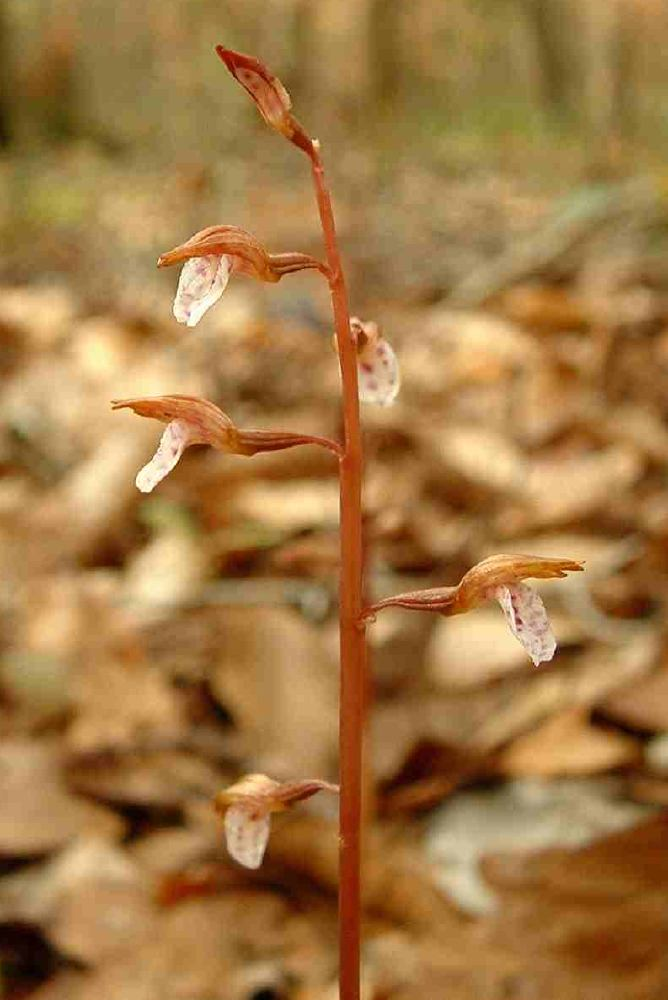
Corallorhiza wisteriana

### Sinonimi
Il genere  Corallorhiza ha avuto nel tempo diverse nomenclature:
- Rhizocorallon Hall (1754)
- Corallorrhiza Châtel. (1760)
- Cladorhiza Raf. (1817)

### Generi simili
I generi più vicini, da un punto di vista morfologico, sono i seguenti: Chamorchis Rich.,  Coeloglossum Hartm., Liparis Rich., Listera R.Br.. Tutti comunque si distinguono perché le varie specie sono dotate di foglie clorofilliane. Solamente il genere Neottia Guett. ha diverse specie prive di foglie come il genere di questa voce (e se sono presenti non sono verdi).